# Sasha Luss
Alexandra "Sasha" Alexeyévna Luss (6 de junio de 1992) es una modelo y actriz rusa. Es especialmente conocida por ser la protagonista de la película Anna.

## Vida y carrera
Sasha nació en Magadan, Rusia y se mudó a Moscú a una edad temprana. De pequeña, no tenía interés en el modelaje, y prefería escribir y bailar. Participó en competiciones de ballet antes de sufrir una rotura en el tobillo. Los amigos de su madre e incluso extraños solían hablar del potencial que Sasha poseía para ser modelo. Cuando Sasha tenía trece años, su madre la llevó a una agencia de modelos, que la contrató al instante. Luss dijo que su abuela no estuvo de acuerdo con su elección ya que pensaba que el modelaje era un negocio inmoral e indecente.
Luss ha aparecido en anuncios y campañas para grandes marcas como Chanel, Dior, Valentino, Lanvin, Dior Beauty, Balmain, Oscar de la Renta, Max Mara, Tommy Hilfiger, La Perla, Karl Lagerfeld, Moschino, Carolina Herrera y Moncler.
Luss ha figurado en las revistas más influyentes. Ha aparecido cuatro veces en la portada de Numéro, dos veces en la portada de Vogue Rusia, y en Vogue Italia. En mayo de 2015, apareció en la portada de Vogue China. Luss ha sido inmortalizada por fotógrafos de la talla de Steven Meisel, Peter Lindbergh, Karl Lagerfeld, Inez van Lamsweerde and Vinoodh Matadin, Mert and Marcus, Willy Vanderperre, Patrick Demarchelier, Paolo Roversi, Steven Klein, y ha aparecido en las páginas de W Magazine, Harper's Bazaar, Vogue Alemania, Vogue China, Vogue Japón, Vogue Rusia, AnOther Magazine, Interview, CR Fashion Book, V y más.
A la edad de catorce años, Luss firmó con IQ Models en Moscú. Después de cumplir dieciséis, desfiló para Alena Akhmadullina en 2008. Figuró en múltiples ediciones de Vogue Rusia y L'Officiel Rusia en 2008. Firmó con DNA Model Management que la llevó a Europa y Nueva York, desfilando para DKNY y Antonio Marras. A pesar de los exitosos contratos, su carrera no despegó y volvió a Rusia a acabar su educación. Luss firmó con Elite Model Management en París y Women Management en Milán y en 2011 firmó con Avant Models.
En 2011, Luss llamó la atención de Karl Lagerfeld en un anuncio de Bohemique. Karl la contrató para Chanel. La siguiente temporada, desfiló para Dior como exclusiva. Desfiló en 58 eventos de marcas como Prada, Valentino, Calvin Klein, Louis Vuitton y Givenchy. Fue elegida como una de las mejores novatas de models.com. Debido a su impresivo papel en la pasarela, protagonizó las campañas de Carolina Herrera, Max Mara, Valentino y Tommy Hilfiger. Luss se tiñó de rubio platino. Su nueva apariencia de elfa, llamó la atención de forma positiva. Luss desfiló para otros 53 eventos en 2014, consolidándose como una de las modelos más demandadas y fue proclamada "Modelo del Año", por Glamour Rusia en 2013.
Fue fotografiada para Lanvin y para Chanel por Karl Lagerfeld. Poco después, Luss se convirtió en el rostro de Dior Beauty.Luss protagonizó una campaña de Versace Jeans. Fue seleccionada por Steven Meisel para el calendario Pirelli 2015.
En 2016, Luss apareció en la campaña de La Perla (junto a Valery Kaufman y Liu Wen) fotografiada por Mert and Marcus. También fue incluida en el reparto de la campaña de Olivier Rousteing, All Star Cast, para Balmain que también incluía a Kim Kardashian, Kanye West, Francisco Lachowski, Joan Smalls, Jon Kortajarena, Jourdan Dunn, Alessandra Ambrosio fotografiada por Steven Klein. Luss, firmó entonces con IMG Models.

## Filmografía
| Año  | Película                                 | Personaje           | Director    |  |
| ---- | ---------------------------------------- | ------------------- | ----------- |  |
| 2017 | Valerian y la Ciudad de los Mil Planetas | Princesa Lihö-Minaa | Luc Besson  |  |
| 2019 | Anna                                     | Anna Poliatova      | Luc Besson  |  |
| 2022 | Shattered                                | Jamie               | Luis Prieto |  |